# Andretti Global
Andretti Global (tidigare Team Green, Andretti Green Racing och Andretti Autosport) är ett amerikanskt racingstall som tävlar i IndyCar Series, Indy NXT, Formel E och Red Bull Global Rallycross. Stallet ägs och drivs av den tidigare CART-mästaren Michael Andretti.

## CART

### 1994-1997
Stallet bildades som Forsythe/Green Racing inför 1994 års säsong i CART. Man hade Jacques Villeneuve som förare, och han vann stallets första race, Indy 500 1995, och senare under det året även mästerskapet. Stallet splittrades sedan och stallchefen Barry Green hade en förare de kommande två åren. 1996 var det Raul Boesel, medan Parker Johnstone körde 1997. Ingen av dessa kunde dock slåss i toppen, medan Forsythe vann flera tävlingar med deras unge protegé Greg Moore.

### 1998-1999
Inför 1998 hade cigarettillverkaren KOOL skjutit till tillräckligt med pengar för att ett köp av den kanadensiske storstjärnan Paul Tracy skulle vara möjligt. Andreföraren var en chanstagning vid namn Dario Franchitti, men sensationellt lyckades den då 25-årige skotten komma på en tredjeplats i tabellen, medan Tracy hade ett dåligt år. 1999 var väldigt nära att bli Franchittis år. Han ledde serien inför den sista tävlingen på Fontana, men Juan Pablo Montoya gick förbi honom efter ett bättre resultat. Tracy blev trea.

### 2000-2002
Tracy startade den följande säsongen övertygande, medan Franchitti hade ett mellanår. Till slut tappade Tracy och blev femma. Säsongen därefter var heller inget att hänga i granen för någon av förarna, medan Michael Andretti i syskonteamet Team Motorola blev trea. 2002 innebar större framgångar igen för Franchitti, som slutade på en fjärdeplats totalt. Andretti blev nia och Tracy elva. Under säsongen köpte Michael Andretti stallet, och bytte namnet till det nuvarande.

## IndyCar Series

### 2003
Andretti bestämde sig för att flytta till den expanderande Indycarserien. Stallet valde att köra med tre bilar. Andretti, Franchitti och nyförvärvet Tony Kanaan var förarna. Andretti slutade efter Indy 500, och den unge engelsmannen Dan Wheldon kom in i hans ställe. Franchitti skadade sig i ryggen efter en motorcykelkrasch i Skottland, och missade den andra halvan av säsongen, och Bryan Herta tog hans plats. Bästa slutplaceringen var Kanaans fjärdeplacering.

### 2004
Plötsligt klickade kombinationen Dallara-Honda perfekt för AGR, och när konkurrenterna Penske och Ganassi försvagades av Toyotamotorer kunde stallet dominera säsongen. Kanaan vann sin första stora titel, med Wheldon på andraplats. Franchitti var tillbaka med en sjätteplats, medan Herta som hade fått en egen bil, blev nia. Stallet vann åtta av de sexton deltävlingarna.

### 2005
Säsongen 2005 gick ännu bättre, och Wheldon vann nu mästerskapet efter att ha vunnit sex av sjutton deltävlingar. Kanaan blev tvåa, och Franchitti fyra, medan Herta var en besvikelse på en åttondeplats. AGR vann nu elva race, vilket är en ännu ostraffat rekord i serien. Stallet drabbades dock av en ordentlig smäll, då Wheldon bestämde sig för att gå till Ganassi efter säsongen.

### 2006
Medan Wheldon slogs om mästerskapet i sitt nya team hade AGR stora problem. Det blev bara två segrar (genom Kanaan och Michaels son Marco Andretti). Marco slog igenom med en andraplats i Indy 500, med sin tillfälligt comebackande far på tredje plats. Stallets placeringar totalt var; Kanaan sexa, Andretti sjua, Franchitti åtta och Herta tolva. Danica Patrick skrev på för stallet efter säsongen, medan Herta fick en plats i stallets sportvagnar istället, något som han sedermera också förlorade.

### 2007
AGR kom tillbaks till gamla framgångar, och vann nio av sjutton race, genom Franchitti och Kanaan. Skotten vann Indy 500, och även mästerskapet, efter att rivalen Scott Dixon fått slut på bränsle på det sista varvet på Chicagoland. Han vann fyra race, medan Kanaan vann fem, men var för ojämn, och kraschade förmodligen bort titeln på Nashville i mitten av säsongen. Andretti och Patrick var ojämna, och lyckades inte i totalen. Franchitti lämnade sedan för Ganassis NASCAR-team, och ersattes av japanen Hideki Mutoh (Hondas val).

### 2008
Stallet gjorde plötsligt en misslyckad säsong igen. Kanaan vann visserligen på Richmond, men var annars inte i närheten av Dixon och Hélio Castroneves, som slogs om titeln. Med två omgångar kvar kunde han som bäst bli trea. Patrick tog en turlig seger i Japan, men var annars inte i närheten av att ens slåss om pallplaceringar, men blev trots det sexa i mästerskapet. Andretti i sin tur, var bara snabb på ovaler, och Mutoh för ojämn för att konkurrera i mästerskapet.